# Askim (Gotemburgo)
Askim é um bairro da cidade sueca de Gotemburgo, com 36,4 km² de área e cerca de 23.000 habitantes.

Pela reforma municipal de 2010, Askim passou a integrar a nova freguesia de Askim-Frölunda-Högsbo.
Askim fica situada junto ao fiorde de Askim, que pertence ao Categate.
A população desta antiga freguesia vive na sua maior parte em moradias, e goza de rendimentos claramente superiores à média de Gotemburgo.
A Paróquia de Askim tem três igrejas:
- Igreja de Askim
- Igreja de São Miguel
- Igreja de Billdal